# Laurentius Olavi Hulthenius
Laurentius Olavi Hulthenius, död 22 augusti 1653 i Östra Skrukeby socken, han var en svensk kyrkoherde i Östra Skrukeby församling. 

## Biografi
Laurentius Olavi Hulthenius var bror till kyrkoherden Petrus Olavi Hulthenius i Lillkyrka socken. Han blev 1620 student vid Uppsala universitet (saknas i universitets matrikel) och prästvigdes 27 juli 1627. Hulthenius blev samma år kollega i Linköping och 1635 kyrkoherde i Östra Skrukeby församling. Han avled 22 augusti 1653 i Östra Skrukeby socken.

### Familj
Hulthenius gifte sig med en dotter till kyrkoherden Olavus Erici och Brita Larsdotter i Östra Skrukeby socken. De fick tillsammans barnen Engla (1642–1697), Simon, Kerstin, Olof Hörning, Andreas och en dotter.